# Buchet (Alemanha)
Buchet é um município do distrito de Bitburg-Prüm, em Rhineland-Palatinate, no oeste da Alemanha.